# モンダーヴィオ
モンダーヴィオ（伊: Mondavio）は、イタリア共和国マルケ州ペーザロ・エ・ウルビーノ県にある、人口約3,600人の基礎自治体（コムーネ）。
ルネサンス期の芸術家・建築家・軍事理論家であったフランチェスコ・ディ・ジョルジョ・マルティーニが設計したモンダーヴィオ城  (Rocca di Mondavio)  が残る。

## 地理

### 位置・広がり
ペーザロ・エ・ウルビーノ県のコムーネ。ペーザロから南へ27km、ウルビーノから東南東へ27kmの距離にある。

#### 隣接コムーネ
隣接するコムーネは以下の通り。括弧内のANはアンコーナ県所属を示す。
- コッリ・アル・メタウロ
- コリナルド (AN)
- フラッテ・ローザ
- モンテ・ポルツィオ
- サン・ロレンツォ・イン・カンポ
- テッレ・ロヴェレスケ

### 気候分類・地震分類
モンダーヴィオにおけるイタリアの気候分類 (it) および度日は、zona E, 2298 GGである。
また、イタリアの地震リスク階級 (it) では、zona 2 (sismicità media) に分類される。

## 行政

### 分離集落
モンダーヴィオには、以下の分離集落（フラツィオーネ）がある。
- Cavallara, San Filippo sul Cesano, San Michele al Fiume, Sant'Andrea di Suasa, Pianaccio

## 姉妹都市
- Fontenay-Trésigny、フランス

## 文化・観光
「イタリアの最も美しい村」クラブ加盟コムーネである。